# Експертне оцінювання
Експертне цінювання — (фр. evaluation від value ціна, вартість) оцінка, визначення ціни, вартості, визначення кількості, якості продукції, якості ресурсів, придатності тощо; аналіз даних, обстановки, виконана на основі заключення експертів.

## Термінологія
Фахівці з моніторингу та оцінювання в Україні паралельно вживають терміни Оцінювання та Оцінка в розумінні Evaluation. Укладачі Глосарію термінів з моніторингу та оцінювання віддали перевагу терміну Оцінювання. Цей вибір був зумовлений двома причинами. Перша причина лежить у площині мовознавства, зокрема, використання росіянізмів та вживання віддієслівних іменників з суфіксом -к-, що позначають опредметнену дію (що стосується слова Оцінка). На думку дослідників, значна частина іменників з суфіксом -к-, що виражають упредметнену дію, є запозиченнями з російської мови (наприклад, слова гравіровка, стажировка тощо). Рекомендацією мовознавців при утворенні віддієслівних іменників є вживання суфіксу -анн-(я) у тих випадках, коли дієслово відноситься до недоконаного виду, тобто означає розгорнуту в часі, тривалу дію. Тобто відповідником до дієслова Оцінювати є іменник Оцінювання. При утворенні іменників від дієслова доконаного виду рекомендують вживати нульовий суфікс як ознаку результативності. У випадку дієслова Оцінити означало б іменник Оцін; на думку дослідників така форма перекладу не була б сприйнята, тому вони запропонували використовувати слово Оцінка до результату, слова, що відображає доконану дію. Друга причина є продовженням дискусії щодо суфіксів, і апелює до інтуїтивного сприйняття термінів. Як такий термін Оцінка сприймається як результат, тоді як Оцінювання стосується скоріше процесу, що відображає суть оцінювання як дії в часі. Крім того, термін Оцінка, на думку дослідників, ближчий до поняття перевірки та контролю, на відміну від Оцінювання, що має більш нейтральне забарвлення. Хоча термін Оцінка вже використовують в державному та громадському секторах, в академічній сфері науковці та дослідники частіше використовують термін Оцінювання.

## Види оцінювання
Оцінювання (evaluation)  — це: 
- аналітичний інструмент або процедура, призначення якої — вимірювання прямих ефектів, результативності і довгострокових наслідків реалізації державних програм, галузевих політик, програм розвитку, проєктів некомерційного сектору, корпоративних програм;
- міждисциплінарне дослідження, яке використовує економічні, соціологічні, політологічні методи у відповідності з визнаними стандартами національних і міжнародних спільнот у сфері оцінювання.

Оцінювання (assessment)  — це процес, який може бути несистемним, зі збору інформації, її аналізу та формування суджень на його основі. Термін Assessment має певні відмінності від терміну Evaluation — останній використовується як конкретний термін в рамках проєктного менеджменту (щодо оцінювання проєктів та програм), тоді як Assessment є словом загального вжитку.
Оцінювання ex-ante / передооцінювання (ex-ante evaluation) — це оцінювання, що проводять до початку впровадження політики/ програми/ проєкту. Метою цього типу оцінювання є визначення, чи правильно було визначено проблему, на вирішення якої спрямовано політики/ програми/ проєкту, чи відповідають цілі політики/ програми/ проєкту та способи їх досягнення потребам, чи достатніми є наявні ресурси та чи правильна логіка закладена в процес досягнення змін.
Оцінювання ex-post / постоцінювання (ex-post evaluation — це різновид оцінювання, що проводиться через кілька років після завершення політики/ програми/ проєкту. Оцінювання ex-post має на меті з'ясувати, які фактори вплинули на досягнення/ недосягнення успіху, оцінити сталість результатів та впливу політики/ програми/ проєкту, а також надати рекомендації для майбутніх політики/ програми/ проєкту. Таке оцінювання загалом ставить перед собою більш широкий спектр питань в порівнянні з підсумковим оцінюванням (summative evaluation), яке частіше сфокусоване на визначенні результативності політики/ програми/ проєкту.
Оцінювання впливу (impact evaluation) — це систематичне вивчення змін, які стали наслідком конкретних заходів, здійснених в рамках політики/ програми/ проєкту. Як правило, оцінювання впливу включає в себе збір вихідних даних для групи втручання та контрольної групи на початку політики/ програми/ проєкту, а також збір даних після завершення політики/ програми/ проєкту.
Оцінювання процесу (process evaluation) — це різновид оцінювання, який сфокусований на процесі реалізації політики/ програми/ проєкту та включає в себе оцінювання доступу до послуг, їх якість, рівень задоволеності споживачів, підхід до управління політики/ програми/ проєкту тощо. Оцінювання процесу може дати розуміння культурного, соціально-політичного, юридичного, економічного контекстів, що можуть вплинути на імплементацію політики/ програми/ проєкту. Існує підхід, за яким терміни Формуючого оцінювання та оцінювання процесу вживають як синоніми (наприклад, Road to Results, Morra Imas, Rist). В інших джерелах, попри деяку подібність між цими різновидами оцінювання (проведення під час імплементації політики/ програми/ проєкту, можливість отримання актуальної інформації щодо реалізації політики/ програми/ проєкту), говорять про відмінності між ними. Так, оцінювання процесу дає розуміння того, яким чином політики/ програми/ проєкту досягає поставлених цілей, а інформація, отримана під час такого оцінювання допомагає інтерпретувати результати та є корисною для планування подібних політики/ програми/ проєкту. Тоді як формуюче оцінювання частіше покликане надати інформацію, що допоможе внести зміни до дизайну політики/ програми/ проєкту задля досягнення кращого результату. Якщо в результаті оцінювання процесу були виявлені недоліки в реалізації політики/ програми/ проєкту, рекомендується проведення формуючого оцінювання з більш детальним розглядом проблеми та її причин. Існує думка, що оцінювання процесу та ex-ante оцінювання є різновидами формуючого оцінювання. Обидва типи оцінювання сприяють результативності політики/ програми/ проєкту, дають можливість зрозуміти, які фактори можуть потенційно впливати на успіхи/невдачі політики/ програми/ проєкту.
Оцінювання результатів (outcome evaluation) — це оцінювання, що визначає, наскільки заходи чи політики/ програми/ проєкту вплинули на досягнення цілей, а також до яких запланованих і незапланованих кінцевих результатів привела програма.

## У бухгалтерському обліку
Оцінка — це відображення об'єктів бухгалтерського обліку в єдиному грошовому вимірнику з метою узагальнення їх в цілому по підприємству. Основні прийоми оцінювання господарських фактів у господарському обліку регламентуються законодавством і є обов'язковими для всіх підприємств, установ та організацій. Відповідна оцінка — визначальна, і завдяки їй можна узагальнювати показники, дані різних підприємств у межах регіонів і держави.
У процесі господарювання застосовуються такі оцінювання господарських фактів: за історичною вартістю, ринковою вартістю; за фактичною собівартістю; за бізнес-плановою вартістю; за собівартістю; оптовими, договірними, роздрібними цінами; умовними цінами (у межах одного господарства); вартістю придбання — початковою вартістю тощо.
У бухгалтерському обліку діє принцип оцінювання за фактичною (історичною) собівартістю. Вона найповніше розкриває індивідуальні витрати, чим забезпечується реальна основа об'єктивного відображення майнового стану господарства та визначення результатів його роботи. Фактична собівартість у бухгалтерському обліку — основна оцінка господарських фактів. Основою оцінювання активів для складання фінансових звітів є історична собівартість. Вона комбінується з іншими оцінками. Наприклад, запаси, як правило, відображаються за найнижчою з двох оцінок — собівартістю або чистою вартістю реалізації; ринкові цінні папери можуть відображатися за ринковою вартістю. А довгострокові борги дебіторів відображаються за їх теперішньою вартістю. Деякі підприємства використовують як основу поточну собівартість у відповідь на нездатність облікової моделі історичної собівартості відображати вплив зміни цін на немонетарні активи. Тому найчастіше застосовують такі методи.
Основні засоби оцінюються за початковою вартістю (яка відповідає фактичній собівартості), але так, що в будь-який час можна визначити їх остаточну вартість, тобто відкинувши зношену частину основних засобів.